# Orminge

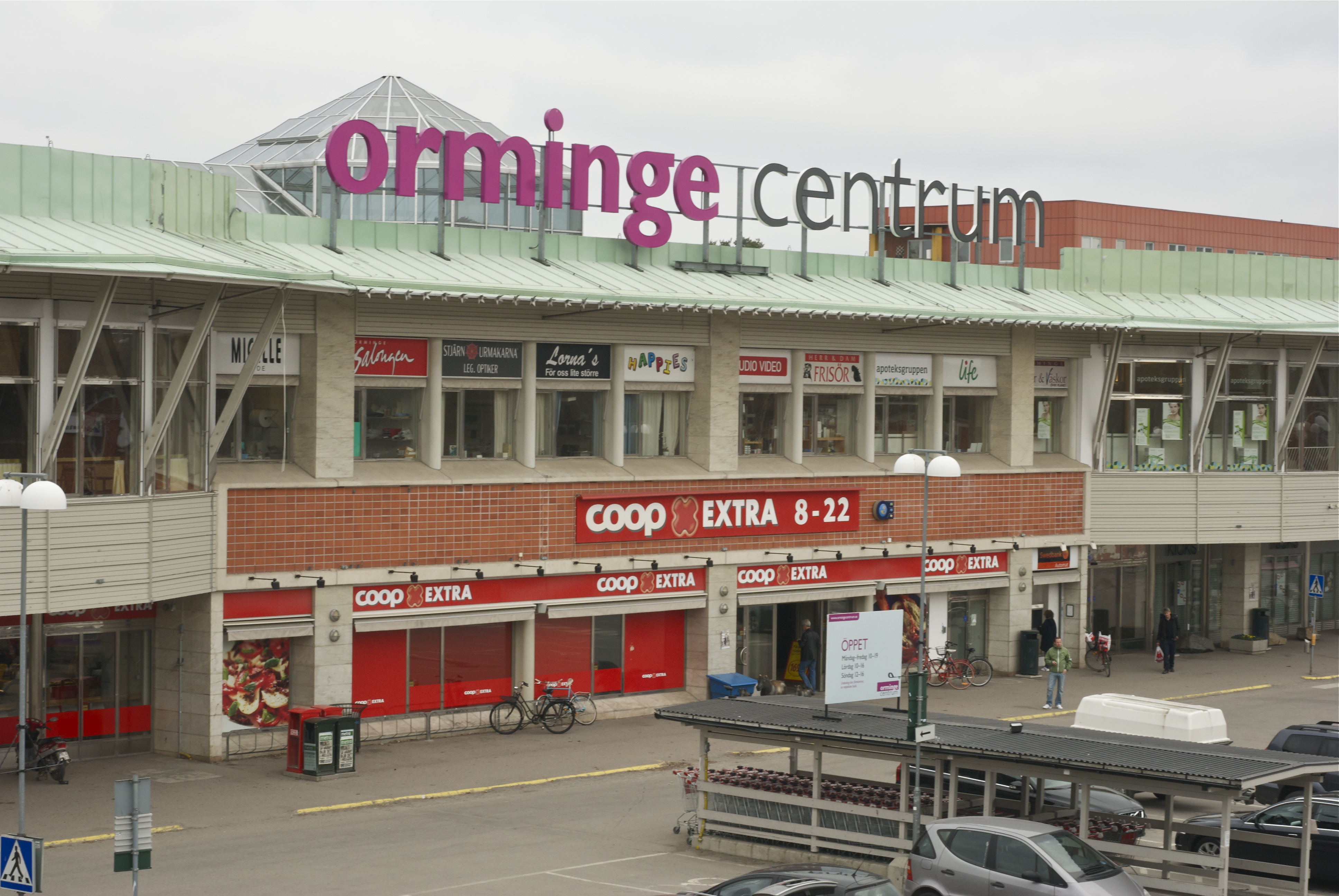
Orminge centrum i april 2011.

Orminge är ett område i kommundelen Boo i Nacka kommun, cirka 16 kilometer utanför centrala Stockholm. 

## Ortnamnet
Bostadsområdet ligger på en stor tidigare ö som hette Hargsön under medeltiden. Namnet Orminge syftade då på ett annat område, öster om Sågsjön och Kilsviken, norr om Farstaviken och Ösbyträsk. Detta område betecknas år 2020 fortfarande som Ormingelandet på Lantmäteriets kartor. Hargsön kallas dock Orminga redan på en karta från 1660-talet.

## Bebyggelse
Orminge domineras av bostadsområdet Västra Orminge med 2 600 lägenheter uppfört 1964–1971 på uppdrag av dåvarande Boo kommun. Medverkande vid byggandet var Ohlsson & Skarne byggnadsfirma, Jöran Curmans arkitektkontor och HSB Stockholm. Området har en tidstypisk zonindelning med en uppdelning i tre zoner; en inre grönzon, en mellanzon med bostadsbebyggelse och en yttre trafikzon med bilvägar, parkeringsplatser och ett centrum i utkanten. Området utmärker sig genom en terränganpassad bebyggelse, präglat av låga hus. Kommunens målsättning var att bibehålla landskapets ursprungliga karaktär, och skapa en låghusbebyggelse som kunde anpassa sig till de befintliga villaområdena runtomkring. De flesta husen är antingen två våningar höga lamellhus eller tre våningar höga punkthus.
Östra Orminges bebyggelse består av radhus, både bostadsrätter och äganderätter, i kuperad terräng. De uppfördes 1978–1981 av HSB.
I Orminge finns också ett centrum (Orminge Centrum) och ett stort vattentorn, som rymmer 12 300 kubikmeter. Tornet är 32 meter högt och stod klart 1971. Det är en betongcylinder, klädd med en trästomme och aluminium utanpå.

## Framtida bebyggelser
Under hösten 2015 godkände Nacka kommuns kommunfullmäktige detaljplanen för nya bebyggelserna i Orminge Centrum. Detaljplanen är utformad utifrån tre mål: att göra Orminge Centrum till ett tryggt, tillgängligt och levande statsdelscentrum. Projektförslaget innebär totalt cirka 1100–1300 nya bostäder samt 25 000–29 000 kvadratmeter utrymme till annan verksamhet samt en satsning på kollektivtrafik och infrastruktur i området.

## Kultur
Kända personer från Orminge är bland andra Ulf Lundell, Markoolio och Sanna Bråding.

## Bildgalleri

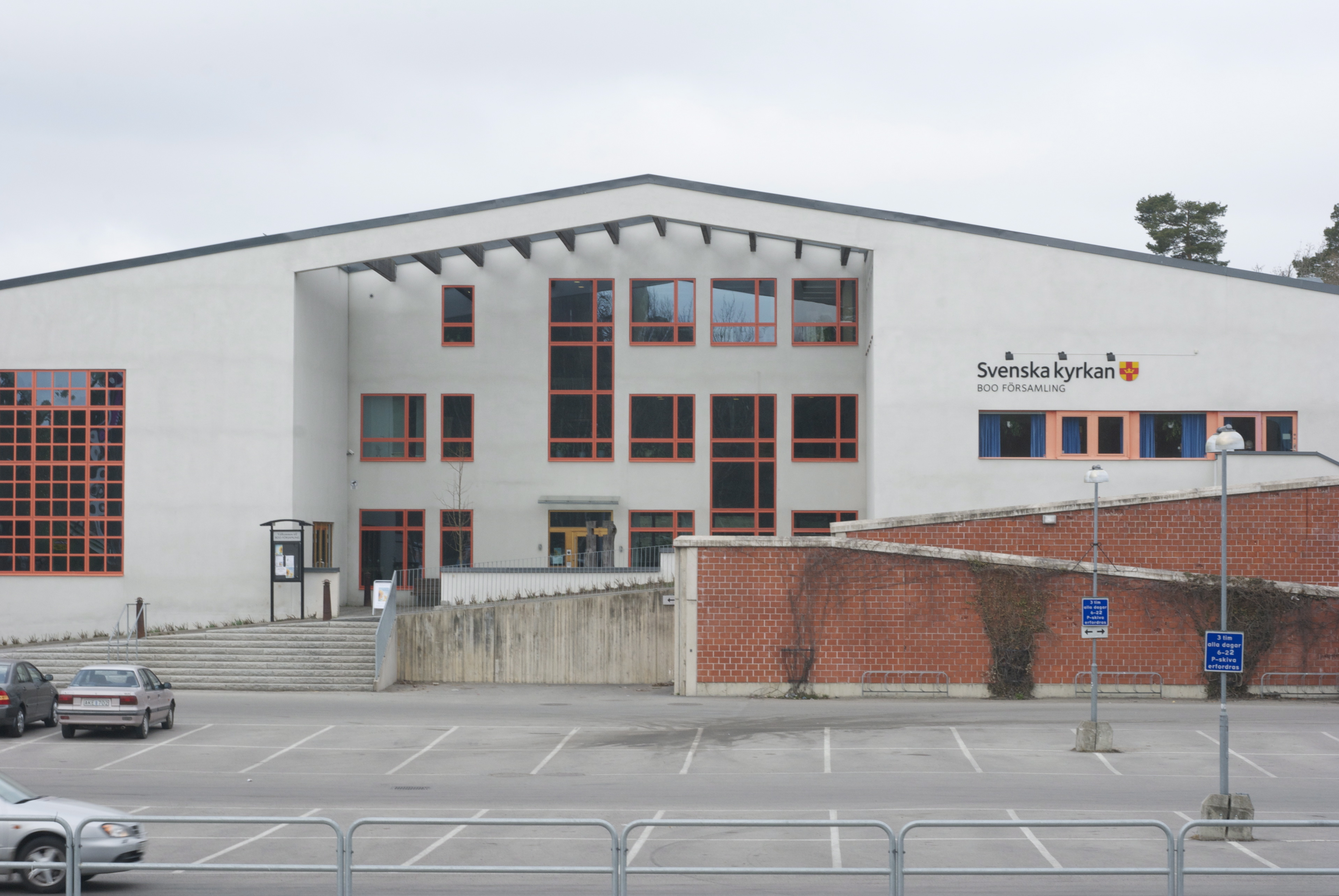
Kyrkans hus i Orminge som tillhör Boo församling.
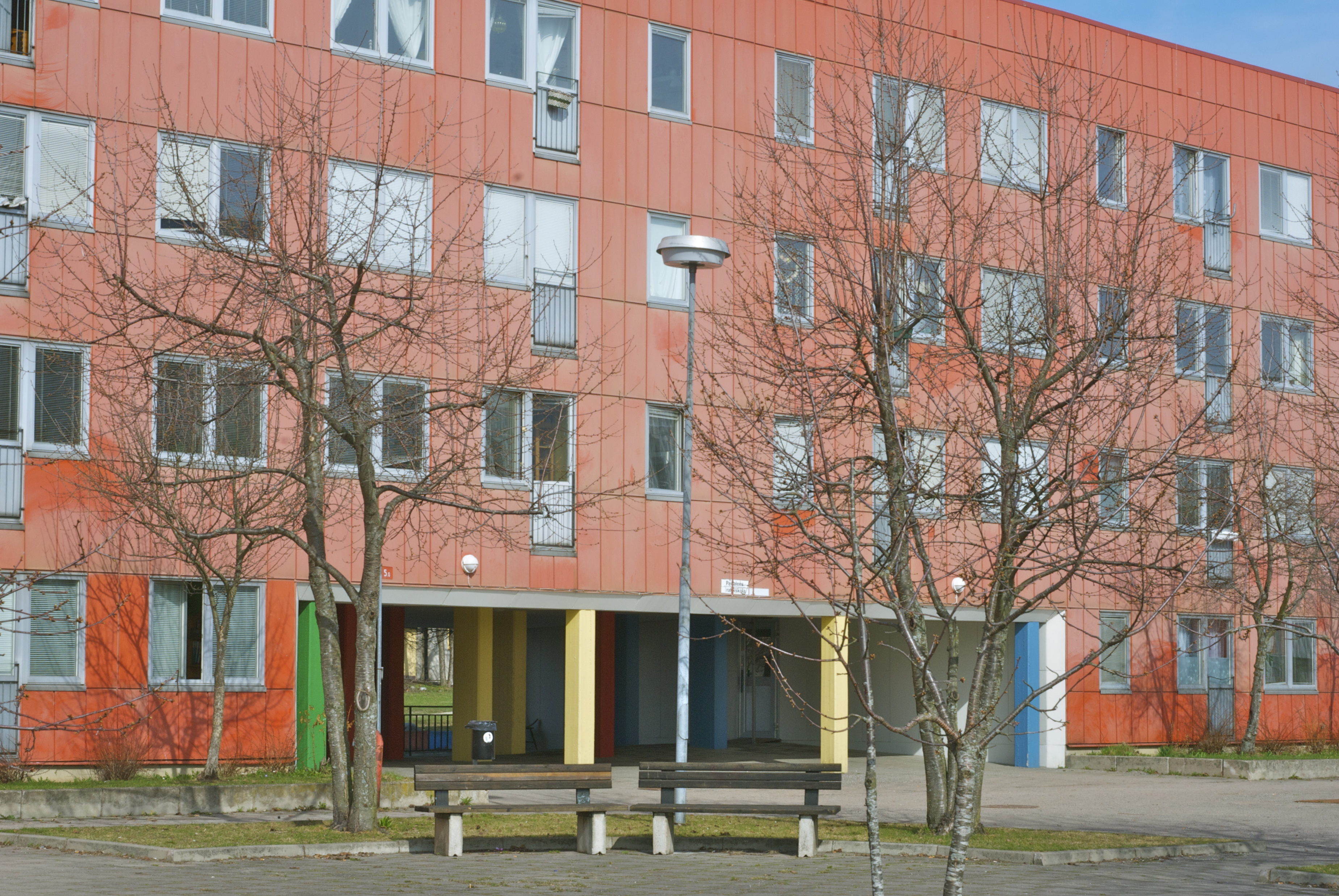
Det långa skivhus som skiljer Västra Orminge från Orminge centrum, detta hus kallas för "Röda Längan".
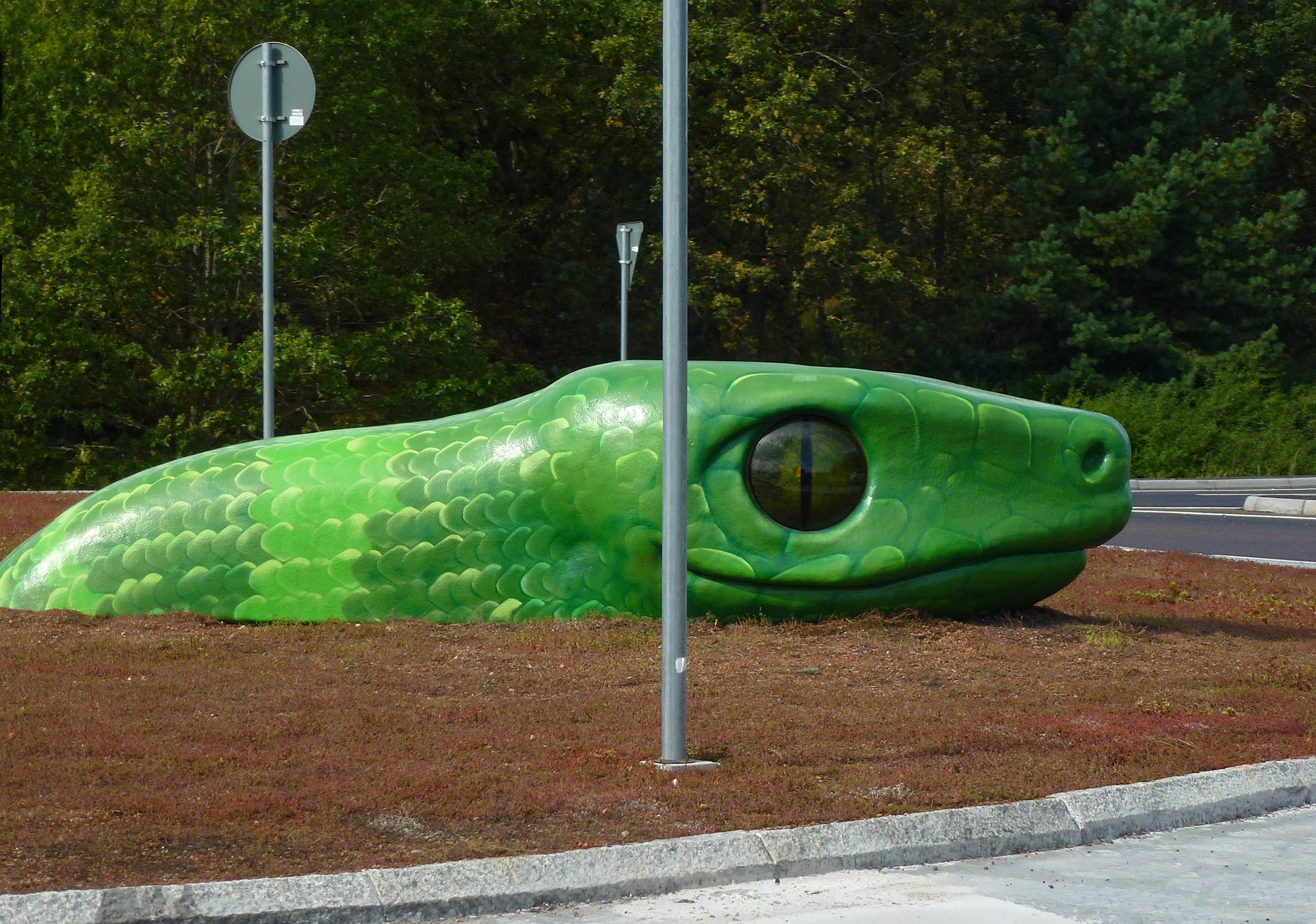
Utsmyckning på en cirkulationsplats i Orminge.
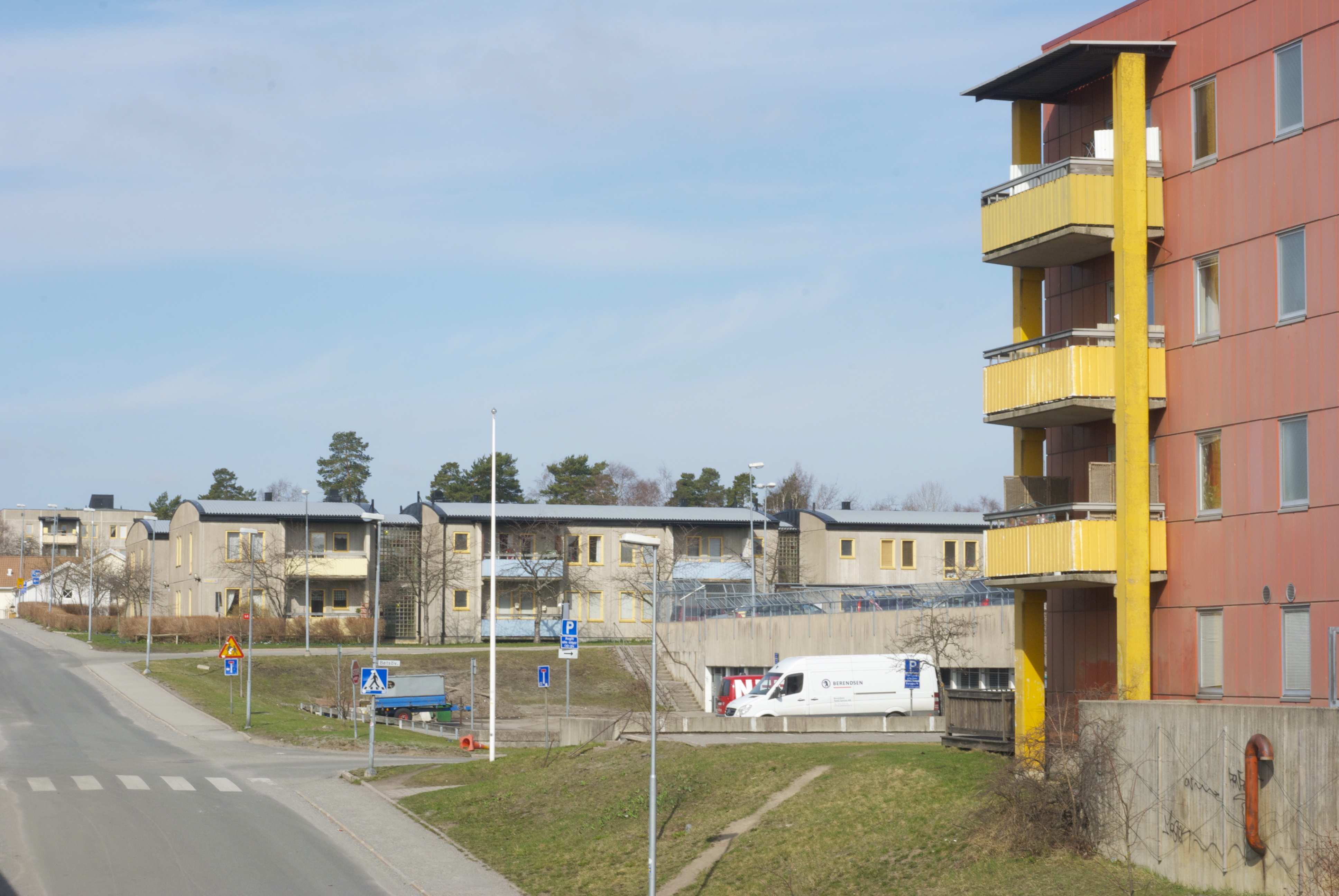
Västra Orminge sett från Orminge centrum.